# Victor Frederick Weisskopf
Victor Frederick Weisskopf (Bécs, 1908. szeptember 19. – Newton, Massachusetts, 2002. április 22.) osztrák-amerikai fizikus.

## Élete
1928-ban Göttingenbe ment fizikát tanulni, amely akkoriban a világ kiemelkedő fizikusainak találkozóhelye volt. Itt ismerkedett meg a gyorsan fejlődő kvantummechanika rejtelmeivel. Különösen a megszületőben lévő kvantumelektrodinamika érdekelte. Huszonkét éves korában Wigner Jenővel közösen kidolgozta a spektrumvonalak természetes vonalszélességének kvantumelméletét, amivel igen hamar nevet szerzett magának. Heisenberg, Schrödinger, Pauli és Niels Bohr mellett dolgozhatott a Dirac-féle kvantumelmélet által felvetett alapvető divergenciaproblémák vizsgálatában. 1934-ben Pauli azzal a nem triviális feladattal bízta meg, hogy számolja ki az elektron sajátenergiáját, aminél figyelembe kellett vennie a saját elektromágneses térrel való kölcsönhatást is. Természetesen így is divergens eredményt kapott, amelyről azonban később Wendell Furry segítségével sikerült kimutatni, hogy csak igen gyenge, logaritmikus divergencia.
A nemzetiszocializmus uralomra jutása után 1937-ben az Amerikai Egyesült Államokba emigrált, ahol a Rochester Egyetemen kapott oktatói állást, és az atommagok fizikájának kutatásába kezdett. E sokéves munkájának eredménye a John Blattal közösen írt Elméleti magfizika című, 1952-ben megjelent könyv, amely évtizedekig a magfizikusok bibliájának szerepét töltötte be. Magfizikai munkásságának természetes következménye volt, hogy a Manhattan terv résztvevőjeként Los Alamosba került, ahol az elméleti osztály vezetője, Hans Bethe helyettese lett.

## Magyarul
- Fizika a huszadik században. Esszék, tanulmányok; előszó Hans A. Bethe, ford. Vekerdi László; Gondolat, Bp., 1978
- Tudás és csoda. A természet, ahogyan az ember megismerte; ford. Boschán Péter; Gondolat, Bp., 1987

| „                            | Tudásunk sziget az ismeretlen óceánjában, és minél nagyobbra nő ez a sziget, annál hosszabb parton érintkezik az ismeretlennel. | ” |
| – Victor Frederick Weisskopf | |   |

A háború befejeztével a Massachusetts Institute of Technology ajánlott fel neki professzori állást Cambridge-ben. Ismét örömmel vetette bele magát a kvantumelektrodinamika divergenciáinak vizsgálatába. Igen közel járt ahhoz, hogy elsőként dolgozza ki a Lamb-féle eltolódás pontos elméletét.
2002. április 22-én, 93 évesen az USA Newton városában, Massachusetts államban hunyta le örökre szemét. Eltávoztával egy kiváló tudóssal és egy reneszánsz emberrel lett szegényebb az emberiség.

## Fordítás
- Ez a szócikk részben vagy egészben  a   Victor Frederick Weisskopf című angol Wikipédia-szócikk fordításán alapul.  Az eredeti cikk szerkesztőit annak laptörténete sorolja fel. Ez a jelzés csupán a megfogalmazás eredetét és a szerzői jogokat jelzi, nem szolgál a cikkben szereplő információk forrásmegjelöléseként.